# Área lingüística

Áreas de influencia de las lenguas romances alrededor del mundo

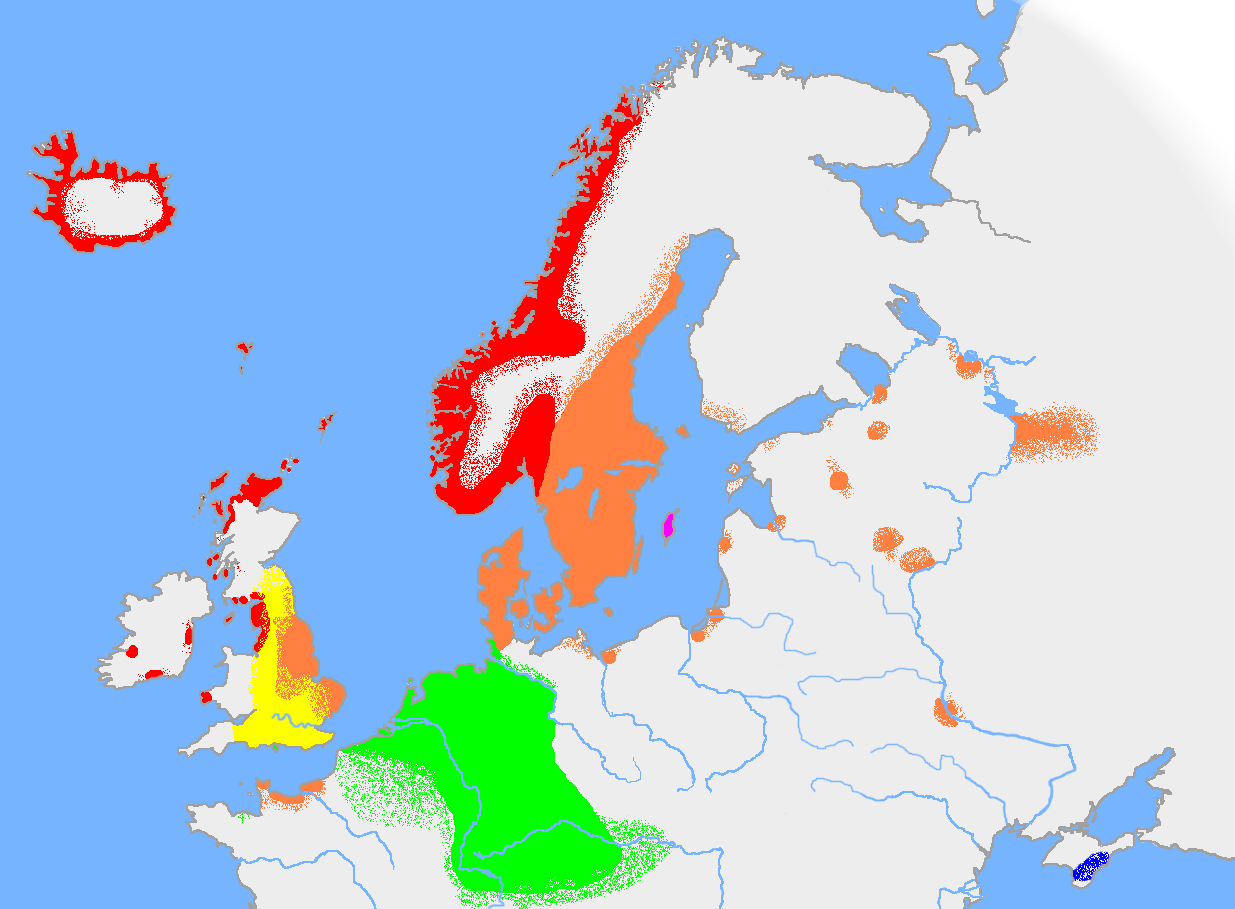
Entre las áreas lingüísticas europeas de lenguas históricas se incluye el sprachraum del nórdico antiguo.

Un área lingüística, región lingüística o sprachraum (a veces también área de influencia) es un término empleado en lingüística para describir una región geográfica que comparte una primera lengua común —con sus variedades dialectales— o un grupo de lenguas y dialectos de la misma familia, mutuamente inteligibles.
Un área lingüística se delimita habitualmente por fronteras nacionales, fronteras naturales o fronteras etnolingüísticas.

## Sprachraum
El término germánico sprachraum es muy usado en muchos de los idiomas occidentales, incluyendo la totalidad de lenguas germánicas, con el inglés y el alemán a la cabeza, por lo que es muy común en textos académicos en materia de lingüística. Aunque su uso en español no es muy extendido, se emplea cada vez más en textos de este tipo, sobre todo en referencia al área de influencia del alemán (sprachraum alemán). Esta área coincide en mayor o menor grado —según la acepción que se le da— con el término D-A-CH. No es muy común para referirse en textos castellanos al área de influencia del mismo idioma español.
La palabra sprachraum (pronunciación en alemán: /ˈʃpʁaːxˌʁaʊm/; plural sprachräume) está compuesta por los vocablos Sprach- (habla) y Raum (espacio), y aunque en alemán se escribe con la 'S' inicial en mayúscula, según las reglas de la ortografía española, se escribe generalmente en minúscula.

## Áreas lingüísticas occidentales
Existen cinco áreas lingüísticas mayores de las lenguas europreas-occidentales (inglés, español, francés, alemán y portugués), a las que se puede añadir un grupo de lenguas (las escandinavas) que forma un sprachraum propio.

### Áreas lingüísticas principales
Anglosfera
El término «anglosfera» es usado para referirse al área lingüística del idioma inglés (como lengua materna y principal), que abarca a tres continentes, desde el Reino Unido e Irlanda (Europa) a Estados Unidos y Canadá (América) y Australia y Nueva Zelanda (Oceanía).
Según qué acepciones, el término incluye además a algunas excolonias británicas y estadounidenses, donde el inglés goza de oficialidad junto con las lenguas autóctonas y sigue siendo usado a nivel de lengua franca (lengua vehicular). En este aspecto, países como India y Sudáfrica estarían incluidos dentro del área de influencia del idioma inglés. Sin embargo, desde una perspectiva interpretativa estricta del término, son solo los seis países mencionados (los llamados «países de habla inglesa») los que conforman la anglosfera.
Otro término, la anglofonía, es similar, pero abarca también contextos étnicos y culturales relacionados con los pueblos autóctonos, cuyos descendientes tienen actualmente al inglés como lengua materna y muchas veces única. En cambio, la anglosfera solo abarca los conceptos etnoculturales del mundo anglosajón, origen de la lengua.
Hispanosfera

Área lingüística del idioma español

La «hispanosfera» es el concepto lingüístico que abarca a todos los países de habla hispana y la totalidad de sus habitantes —de origen europeo o americano— que comparten el uso del idioma español como primera lengua y lengua de comunicación diaria.
Se difiere del término «hispanidad» en que este último tiene, más allá de su faceta lingüística, un contexto étnico, histórico y cultural, es decir que trata de las personas de origen hispano. En cambio, siendo el área lingüística un término meramente geográfico, este incluye a todos los hablantes de la lengua española en estos territorios, también a aquellos no definidos como hispanos (de los que gran parte son inmigrantes y descendientes de inmigrantes).
La hispanosfera reúne en la actualidad a más de 500 millones de hispanoparlantes. Su mayor parte abarca Estados de América Latina, mientras que los únicos dos países no americanos que forman parte de ella son España (Europa, y en menor medida África) y Guinea Ecuatorial (África). En muchos aspectos, Estados Unidos, y más particularmente el suroeste del país, donde reside la mayor parte de los hispanoparlantes estadounidenses, también se considera parte de la hispanosfera (en 2016 se barajaba un total de 40 millones de hispanos y 60 millones de no hispanos con un buen dominio del idioma), así como en un aspecto histórico a países y territorios como Filipinas y el Sáhara Occidental, donde el español es un idioma únicamente cultural o de uso administrativo, y los hispanoparlantes representan actualmente una minoría residual.
Francofonía

Áreas lingüística del idioma francés

La zona de influencia del idioma francés, conocida como «la francofonía» (La francophonie), forma una de las áreas lingüísticas más amplias del mundo. Abarca a los territorios francófonos de Europa (Francia, el sur de Bélgica, el oeste de Suiza, Mónaco y Luxemburgo), la África francófona, Quebec en Canadá, partes de Estados Unidos (Luisiana y el norte de Nueva Inglaterra), el Caribe francés y algunas de las excolonias francesas donde se sigue hablando el francés como primera lengua y lengua vehicular.
En cuanto al departamento francés sudamericano de la Guyana Francesa, para algunos lingüistas forma parte inseparable de la francofonía, mientras que para otros no lo sea del todo claro; pues, aunque la lengua oficial de la región sea el francés, la mayoría de la población usa otras lenguas como primera lengua y lengua vehicular, sobre todo el criollo francoguayanés junto a una mezcla de lenguas autóctonas y africanas. Aun así, la combinación del francés como lengua oficial (estudiada y conocida por todos los ciudadanos) y el criollo francés, se considera por muchos suficiente para incluir a la Guyana Francesa en el área lingüística del francés.
Francofonía es también el nombre que se usa para referirse a la Organización Internacional de la Francofonía, que reúne a 49 Estados y territorios de pleno derecho y algunos Estados observadores. Por lo tanto, esta organización abarca significativamente más territorio y más habitantes que los que conforman el área lingüística francesa, no siendo todos ellos francófonos, por lo que no es sinónimo de la francofonía como concepto lingüístico.
Sprachraum alemán
En su origen, el término sprachraum hacía referencia al área lingüística del idioma alemán y sus múltiples variantes (en alemán: Deutscher Sprachaum o deutschsprachigen Raum). En el propio alemán, se hace además uso del término Sprachgebiet, que sería de hecho la traducción directa de «área lingüística». El sprachraum alemán se centra en Europa Central, y abarca los territorios de Alemania, Austria, la mayor parte de Suiza, Liechtenstein, Luxemburgo y las comunidades de habla alemana de Bélgica.
Aunque existen grupos y comunidades de hablantes de dialectos alemanes en otros países, desde Europa del Este a Estados Unidos y América del Sur, el único país no europeo que según ciertas acepciones se recoge dentro del término sprachraum alemán es Namibia, con una importante cantidad de germanoparlantes y siendo el alemán una lengua nacional de este país.
Un término muy usado en la actualidad en ciertos ámbitos para referirse a las regiones europeas de habla alemana es DACH o D-A-CH. Se trata de un acrónimo de los nombres en alemán y latín de los tres principales países germanoparlantes, a saber, Alemania, Austria y Suiza, que también puede llegar a referirse a los demás territorios europeos anteriormente mencionados. Sin embargo, los términos DACH y sprachraum alemán no siempre coinciden en su totalidad, dependiendo de la interpretación que se les da en cada ocasión.
Lusofonía
La lusofonía es el conjunto de países que tienen como lengua oficial el portugués, que es lengua oficial en nueve países: Portugal, Brasil, Cabo Verde, Guinea-Bissau, Angola, Mozambique, Guinea Ecuatorial, Santo Tomé y Príncipe y Timor Oriental.

### Áreas lingüísticas integradas

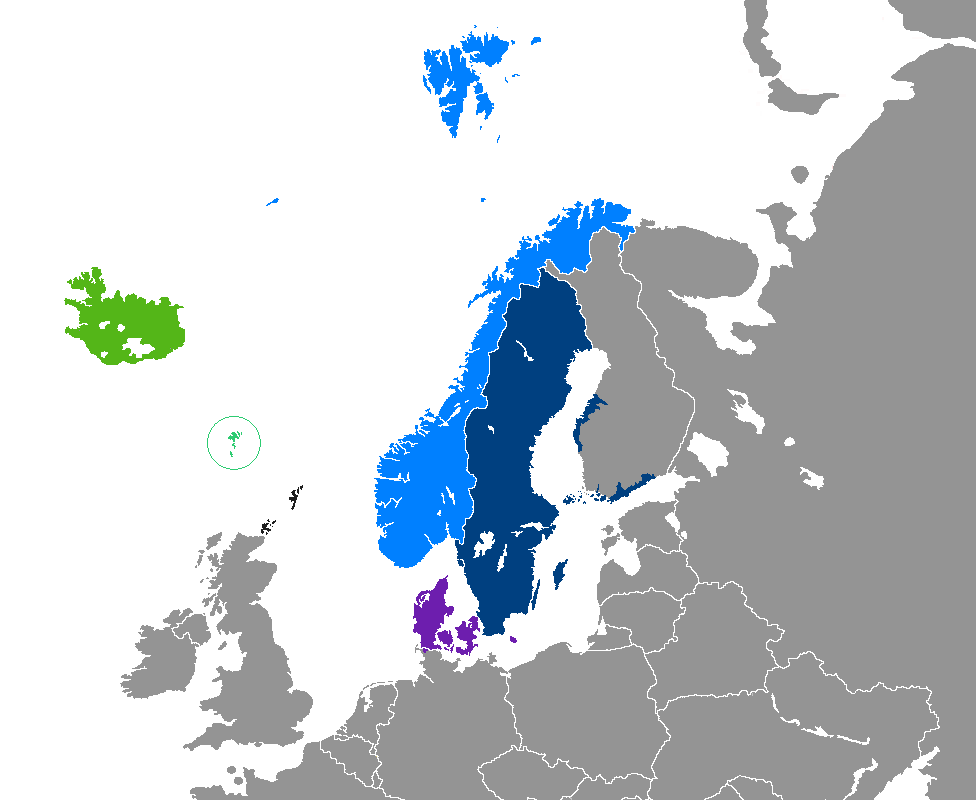
Sprachraum escandinavo
Aunque normalmente un grupo de lenguas separadas conforma un sprachbund (véase a continuación), en el caso de las lenguas escandinavas se considera que, por sus interacciones lingüísticas e inteligibilidad mutua, los territorios de los Estados donde son oficiales, es decir, los países escandinavos, forman un área lingüística propia, conocida como Sprachraum escandinavo. Este territorio está conformado por Noruega, Suecia, Dinamarca, Islandia y las islas Feroe.
Área lingüística fino-báltica

Al igual que las lenguas escandinavas, el área lingüística fino-báltica incluye a países y territorios donde las lenguas y dialectos de esta familia —mutuamente inteligibles— forman un área lingüística propia. Estos incluyen a Finlandia, Estonia y áreas adyacentes de Escandinavia y Rusia.

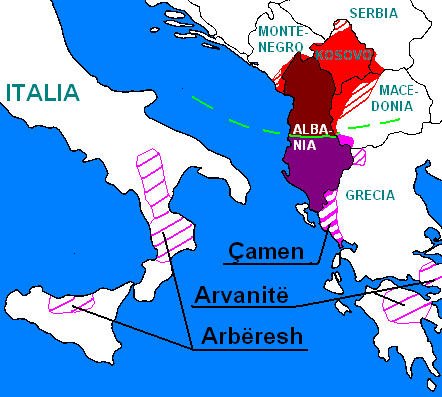
Área lingüística del albanés

### Áreas lingüísticas menores
Además de las principales áreas lingüísticas del continente europeo, también existen otras áreas menores aunque importantes, que a veces llegan a comprender múltiples Estados y territorios, aunque más enfocados o de menor extensión. Entre ellos cabe destacar el área lingüística del griego (principalmente en Grecia y Chipre) y el área lingüística albanés, que incluye a Albania, Kosovo, parte de Montenegro, parte de Macedonia del Norte, zonas de Grecia y zonas de Italia.
Países Catalanes

Área lingüística del catalán.

El término «Países Catalanes» hace referencia, en el ámbito lingüístico y cultural, a los territorios donde se habla el idioma catalán. Estos comprenden en su gran mayoría el levante español, principalmente Cataluña, la Comunidad Valenciana, Baleares y áreas menores, además de Andorra, el departamento francés de Pirineos Orientales (territorio denominado Cataluña del Norte) y la ciudad sarda de Alguer.
Si bien los Países Catalanes no se corresponden con ninguna entidad política o administrativa presente o pasada, la existencia de una lengua común en estos territorios viene dada por su pertenencia a la Corona de Aragón durante las edades Media y Moderna. El término aparece documentado por primera vez en la segunda mitad del siglo XIX y fue popularizado más tarde por el escritor valenciano Joan Fuster.

### Áreas dialectales
Aunque la mayoría de áreas lingüísticas hacen referencia a las lenguas y los conjuntos dialectales que las conforman, existen áreas lingüísticas a nivel dialectal, sobre todo tratándose de dialectos que cuentan con múltiples variedades y continuos dialectales. Este concepto es común en Alemania, donde se distingue entre los dialectos regionales (Regiolekt) de los dialectos en el sentido más amplio del término, que a veces hasta llegan a ser considerados, conforme la acepción que se adopta, lenguas menores.
Entre estas cabe destacar el sprachraum austro-bávaro (muchas veces considerado lenga propia a estos fines), el sprachraum del bajo alemán (Plattdeutsch) y el sprachraum alemánico.

## Áreas lingüísticas orientales

### Áreas lingüísticas principales
Área lingüística del Árabe

## Sprachbund

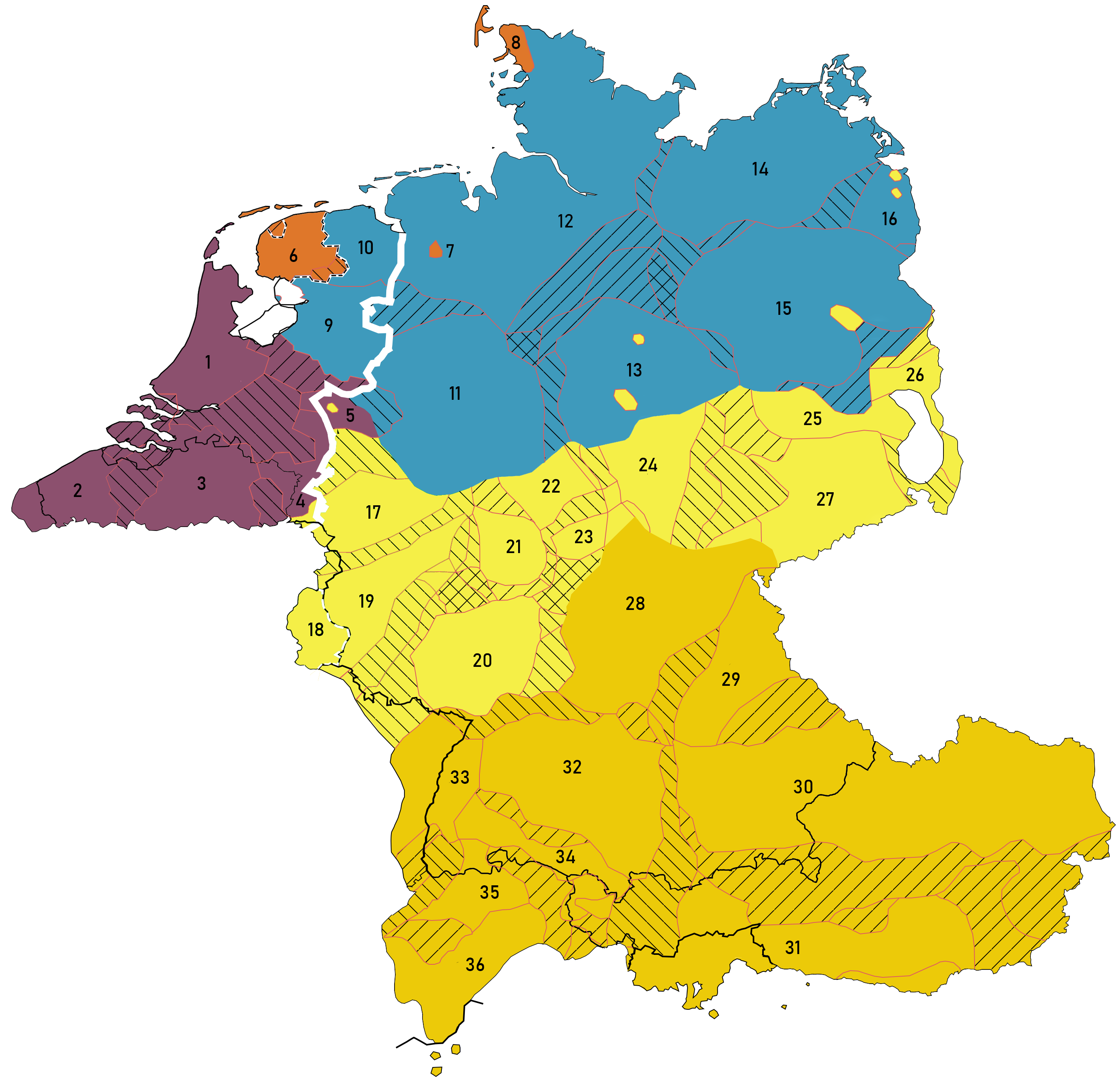
Sprachbund germano-neerlandés

Cuando las lenguas que conforman un área lingüística no son mutuamente inteligibles o tienen inteligibilidad mutua limitada, dicha área pasa a denominarse «área de convergencia lingüística», o sprachbund. En otras palabras, la definición de área lingüística puede abarcar tanto la acepción de sprachraum como la de sprachbund, pudiendo referirse a ambos conceptos a la vez.
Un ejemplo en Europa sería el sprachbund germano-neerlandés. Ambos idiomas, aunque independientes, pertenecen a la misma familia y comparten léxico y gramática que les proporcionan un cierto nivel de inteligibilidad mutua, por lo que pasan a conformar un área lingüística propia.
Del mismo modo, el antes mencionado sprachraum albanés en sí forma parte del más extenso sprachbund balcánico.

## Áreas lingüísticas unificadas
Un área lingüística puede conformarse por macrolenguas o lenguas distintas que comparten el mismo nombre y que se extienden por una región geográfica (y muchas veces étnica) unificada. En muchos casos comparten el mismo sistema fonético o el mismo alfabeto o sistema de grafemas.
Un ejemplo destacado de un área lingüística de estas características es el chino, una macrolengua que reúne a lenguas de poca a casi nula inteligibilidad mutua (aunque compartan elementos comunes), y que usan un sistema de grafemas unificado.
En Europa se da el caso del sprachraum frisón, que incluye los idiomas frisón occidental, frisón septentrional y frisón oriental. Aunque parten de un ancestro común (el frisón antiguo), dichas lenguas no son mutuamente inteligibles, pero sí comparten el mismo nombre y origen étnico, y cubren zonas geográficas adyacentes que, conjuntamente, conforman un área lingüística unificada.